# Pablo Rubla del Frago
Pablo Rubla del Frago (Tudela, 26 de junio de 1772 – Tudela, 1 de marzo de 1860) fue un maestro de capilla, compositor español.

## Biografía
Hijo de Juan Pedro Rubla y Javiera Frago, ambos de Barásoain. Sus hermanas eran Bernarda Melchora, nacida el 6 de enero de 1776; Ana María Joaquina Petra Sebastiana, nacida el 31 de enero de 1778; y María de la Merced, nacida el 25 de septiembre de 1781.
En 1781, entra como infante en la Catedral de Tudela. En 1783, le asignan la renta de diez ducados anuales, pero en 1790 se ve obligado a pedir una ayuda económica para poder usar hábito de coro, mencionando que hace ya nueve años que era infante y que, debido al cambio de voz, no puede seguir como tiple; es en este momento cuando pasa a tenor y el Cabildo acepta su petición autorizándole el uso de hábito y le da cuarenta reales para un nuevo traje. Poco más tarde, en 1793, pide el consentimiento para poder presentarse a las oposiciones para maestro de capilla en Borja, y el Cabildo se lo acepta.
Tras el fallecimiento del maestro Manuel Blanqué de la Colegiata de Borja en 1797, se realizaron unas oposiciones a las que se presentaron Francisco Español, organista de la iglesia de San Pedro de Teruel, y Pablo Rubla. Resultó ganador Rubla, que solicitó un permiso de tres meses para mejorar sus conocimientos de órgano. Fue nombrado maestro de capilla el 24 de noviembre de 1797. En 1801, se casa con Ignacia Navascués Sanz (tudelana) y tienen una hija, Mariana, y un hijo, José. Se despidió del cabildo borjano en enero de 1808.
En noviembre de 1807, fallece el maestro de capilla de la Catedral, don José Castell, por lo que sale la plaza a oposición. Pablo Rubla se presentó a estas oposiciones y el 15 de enero de 1808 es elegido para ser maestro de capilla de Santa María. Era una costumbre y una obligación que los maestros de capillas de las catedrales compusieran una obra cada año, es por esto que se conservan tantas composiciones de Pablo Rubla en el archivo musical de la catedral, 208 obras manuscritas al Santísimo Sacramento, a Santa Ana, a la Virgen, etc.